# Michał Białkowicz

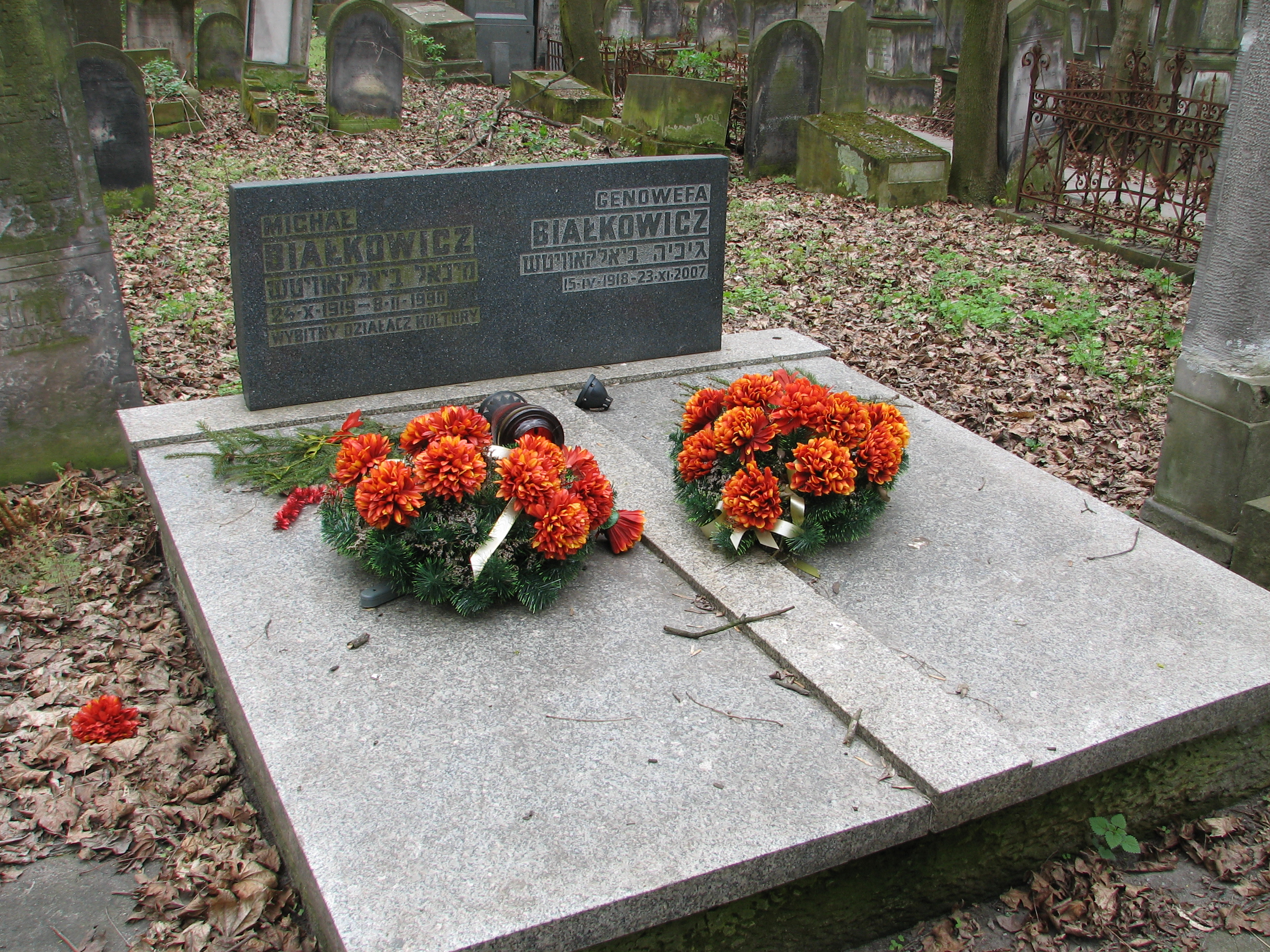
Grób Michała Białkowicza na cmentarzu żydowskim w Warszawie

Michał Białkowicz (jid. מיכאל ביאַלקאָוויטש; ur. 24 października 1919, zm. 8 lutego 1990 w Warszawie) – polski aktor i działacz kultury żydowskiego pochodzenia, w latach 1945–1990 pracownik Teatru Żydowskiego w Łodzi i następnie Teatru Żydowskiego w Warszawie. W latach 1983–1987 aktor tego teatru.
Syn aktorów teatru żydowskiego, Izraela (1890–1959) i Chany (1884–1962) Białkowiczów. Pochowany obok żony Genowefy (1918–2007) na cmentarzu żydowskim przy ulicy Okopowej w Warszawie.

## Kariera
| Aktor teatralny Teatr Żydowski w Warszawie - 1985: Wielka wygrana - 1984: Sen o Goldfadenie - 1981: Poszukiwacze złota - 1978: Planeta Ro Teatr Powszechny w Łodzi - 1954: Tania - 1954: Kopciuszek Teatr Żydowski w Łodzi - 1949: Mój syn - 1948: Glikl Hameln żąda... | Aktor filmowy - 1984: Trzy młyny (odc. 2) - 1984: O-bi, o-ba. Koniec cywilizacji - 1982: Austeria - 1979: Komedianci - 1979: Doktor Murek - 1979: Najdłuższa wojna nowoczesnej Europy - 1977: Śmierć prezydenta |